# Quintus Marcius Rex (consul in 68 v.Chr.)
Quintus Marcius Rex was een Romeins politicus uit de Late Republiek.
Deze zwager van Publius Clodius Pulcher, wiens oudste zuster Clodia hij gehuwd had, was in 68 v.Chr. consul, gedeeltelijk als consul sine collegae, daar zijn collega Lucius Caecilius Metellus en diens opvolger (een consul suffectus) vroeg in het jaar sterven. Daarna, van 67 tot 66 v.Chr., was hij proconsul in Cilicia, de provincia die de senaat Lucius Licinius Lucullus ontnomen had. Hier voerde hij een militaire expeditie tegen de daar gevestigde piraten uit, een probleem, dat in 67 v.Chr. door Pompeius voorlopig opgelost werd. Hij neemt stelling in bij de Syrische troonopvolgingsstrijd rond die tijd, door Philippus II Barypous te steunen in zijn aanspraak op de troon. In Antiochië begint hij met een heel bouwprogramma, vooral na de aardbeving van 69 v.Chr.
Na zijn aflossing door Pompeius eiste Marcius Rex, die door zijn soldaten tot imperator was uitgeroepen, een triomftocht op, die hem echter geweigerd werd, zodat hij jaren in Italia moest wachten, zonder Rome te betreden, daar hij zonder leger de mogelijkheid om een triomftocht te houden zou verspelen. Toen de Catilinarische samenzwering in 63 v.Chr. werd ontdekt, werd hij naar Faesulae in Etrurië gestuurd en streed daar tegen de Catilinariër Lucius Manlius Torquatus. Het is niet bekend of hij zijn triomftocht nog heeft kunnen vieren. Hij stierf voor 15 mei 61 v.Chr.

## Voetnoten
1. ↑  Cass. Dio, XXXV 4, 14, 15, 17, XXXVI 26, 31; Cicero, in Pison. 4; Sallustius, Hist. 5, De Cat. Con. XXX 32—34.
2. ↑  Cicero, Ad Atticus I 16 § 10.